# Lajos Tüköry

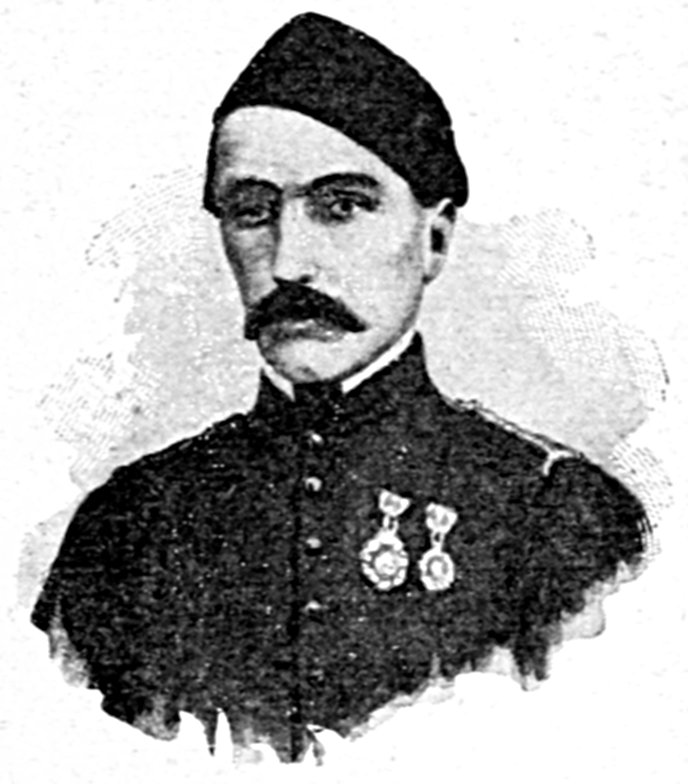
Tüköry als officier van de Roodhemden

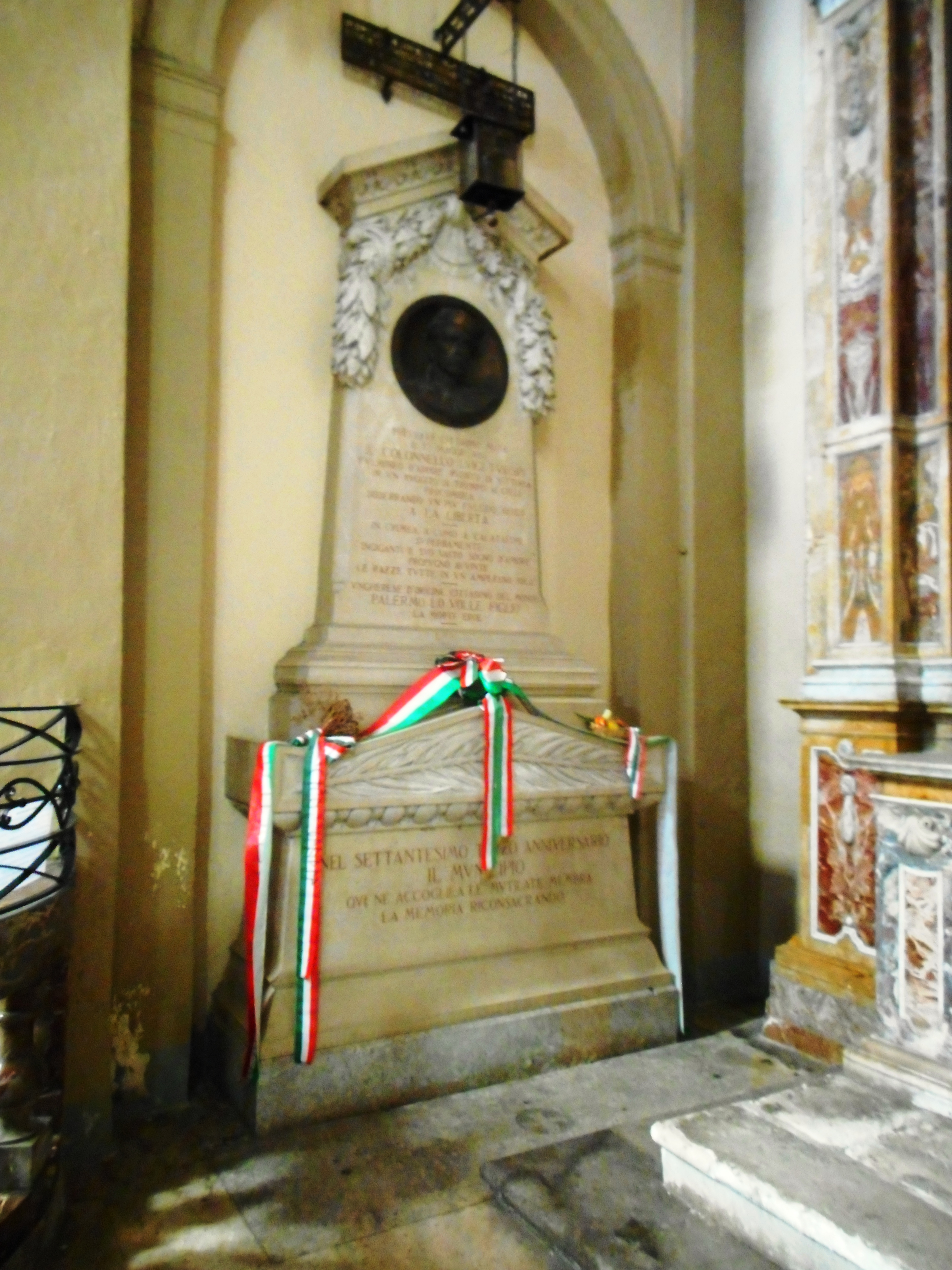
Graftombe in Palermo, Sicilië, in de San Domenicokerk

Lajos Tüköry (Körösladány, 9 september 1830 – Palermo, 6 juni 1860) was een Hongaars militair uit het keizerrijk Oostenrijk. Hij vocht in het leger van het Ottomaanse rijk. Tüköry sneuvelde als Roodhemd op Sicilië tijdens de verjaging van het Huis Bourbon uit het koninkrijk der Beide Siciliën. Door dit laatste feit bleef de naam van Tüköry bekend in de eenmaking van Italië.

## Namen
Zijn naam in het Duits is Ludwig Tukory, in het Turks Selim Efendi en in het Italiaans Luigi Tukory.

## Levensloop
Tüköry groeide op de streek Fàspuszta, waarin zijn vader actief was in de paardenfokkerij. Het fokken van paarden maakte deel uit van het beleid van graaf István Széchenyi in Hongarije. In 1839, Tüköry was negen jaar, stierf zijn vader. Zijn moeder hertrouwde met Schambach Kàroly. Tüköry voelde zich aangetrokken door de revolutionaire ideeën van 1848-1849 die door Europa, en ook door Oostenrijk waaiden. Hij trad toe tot de Hongaarse militie en vocht in Transsylvanië. Hij kreeg de graad van kapitein. 
Tüköry liep over van Oostenrijk naar het Ottomaanse rijk. Eerst werd hij ingezet in Damascus, waar hij vocht tegen bedoeïenen. Vervolgens vocht hij in de Krimoorlog. In de Krimoorlog behaalde hij de graad van majoor, alsook de Orde van Meji, een onderscheiding uitgereikt door de sultan. De bevelhebber van het Ottomaans-Hongaarse regiment was György Kmety (1813-1865), een Hongaar die niet alleen overgelopen was naar de Ottomanen doch die zich ook tot de islam had bekeerd; diens Turkse naam was Ismaïl Pacha. Tüköry geraakte gewond in de Krimoorlog.
De Hongaarse revolutionair en edelman Lajos Kossuth meende dat de tijd rijp was om de Italiaanse rebellen te helpen in hun strijd voor de eenmaking van Italië (1859). Dit was tegen de belangen van de Oostenrijkse Habsburgers. Tüköry sloot zich aan bij een contingent van Hongaarse vrijwilligers die naar Italië trokken. Tot een gevecht met de Oostenrijkers kwam het niet. De Wapenstilstand van Villafranca (1859) beëindigde immers de Tweede Italiaanse Onafhankelijkheidsoorlog.
De Hongaren werden ondergebracht bij het rebellenleger van Giuseppe Garibaldi, ook genoemd de Roodhemden (1860). De Roodhemden werden naar Sicilië getransporteerd tijdens de operatie Spedizione dei Mille (1860); het doel was het Bourbonregime te verjagen uit het koninkrijk der Beide Siciliën en alzo Sicilië en Napels te verenigen met het koninkrijk Piëmont-Sardinië, dat aanstuurde op de eenmaking van Italië. Officier Tüköry behoorde tot de generale staf van Garibaldi. In Sicilië voerde hij een bataljon aan die de voorhoede uitmaakte bij de bestorming van Palermo. Het lukt hem door de barricaden binnen te dringen in Palermo (27 mei 1860). Voor de Porta Termini werd zijn linker knie stuk geschoten door troepen die het Bourbonregime trouw gebleven waren. Zijn been werd geamputeerd. De wonde infecteerde zodat Tüköry enkele dagen later stierf aan gangreen (6 juni 1860). Het was Garibaldi zelf die sprak tijdens de begrafenis. 
In het Staatsblad van het koninkrijk Italië van 12 november 1878 is de naam van Tüköry vermeld op de lijst van gesneuvelde helden voor het vaderland.
Sinds 1910 ligt zijn stoffelijk overschot begraven in het pantheon van de San Domenicokerk in Palermo.

## Eerbewijzen
- Kort na zijn dood enterden de Piëmontezen de korvet Veloce, een oorlogsschip van het Bourbonregime. Ze hernoemden het schip Tüköry.
- De kazerne van het Italiaans leger in Palermo draagt de naam Tüköry.
- In zijn geboortedorp Körösladány staat zijn buste tegenover de ingang van het kasteel van baron Wenkcheim.
- In Boedapest en Palermo is een straat naar hem vernoemd.